# 吉祥寺通り

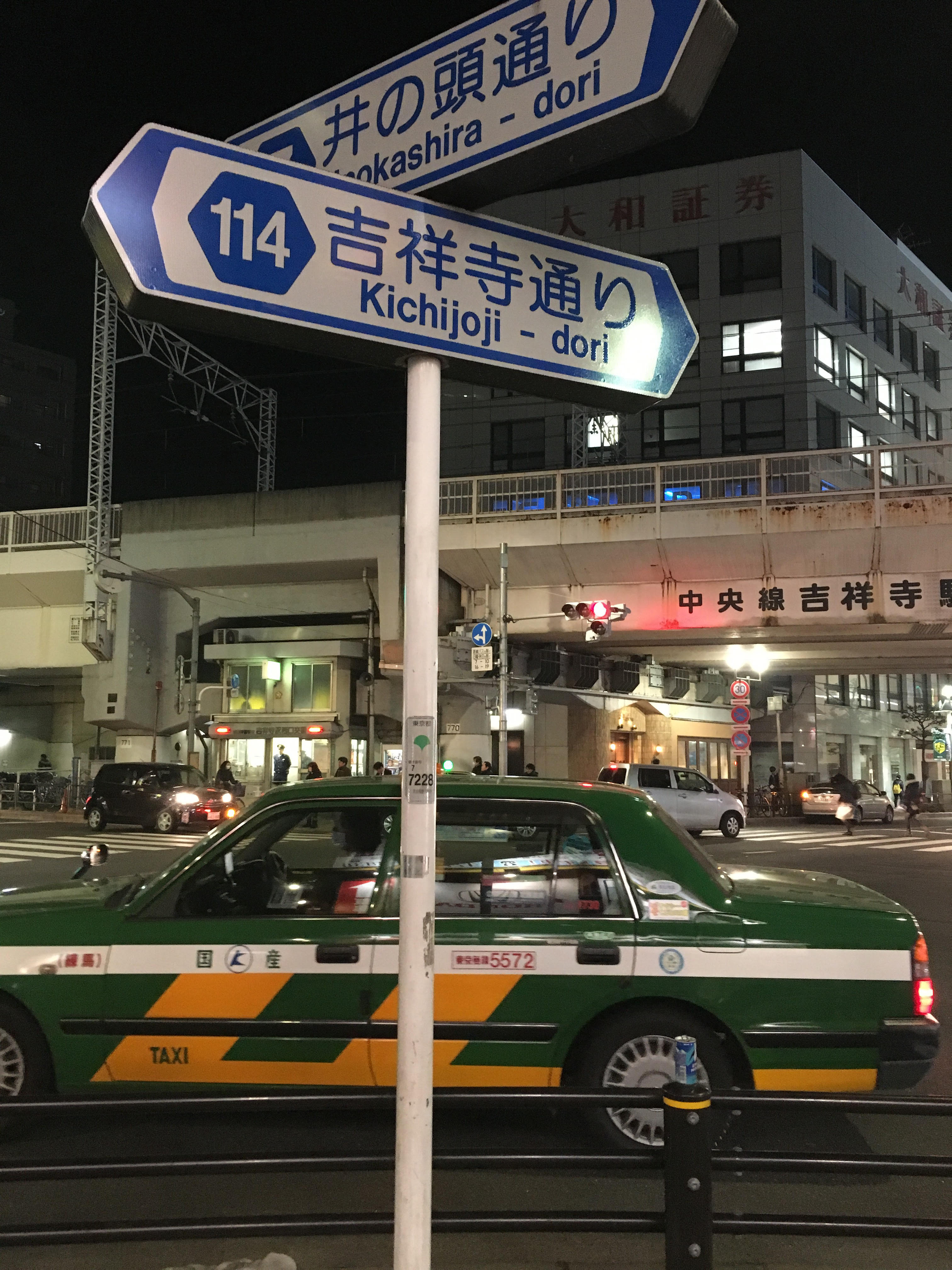
吉祥寺駅南側の交差点標識。吉祥寺通りと井ノ頭通りが交差する。奥にJR中央線の高架が見える。

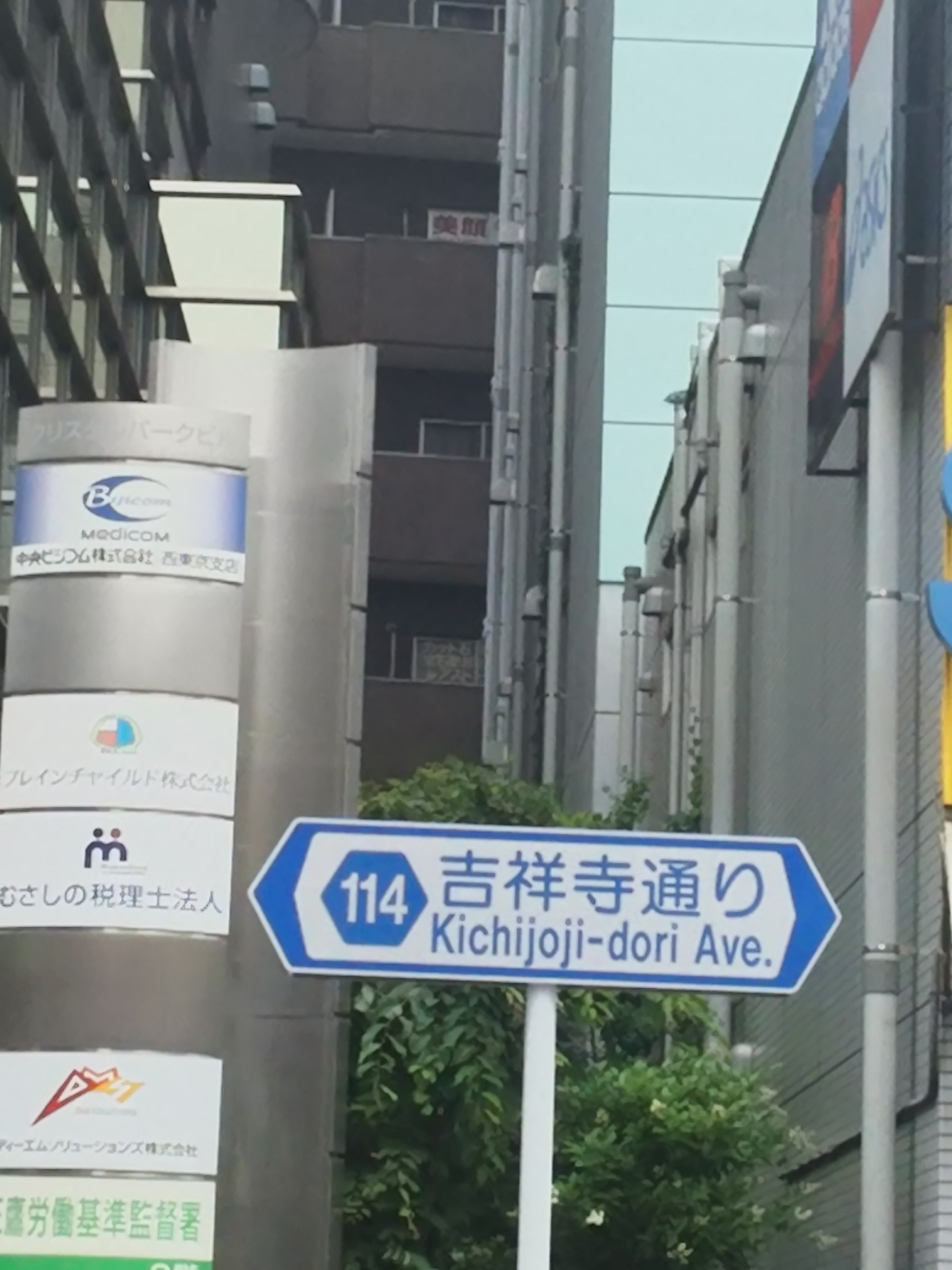
吉祥寺通り（東京都武蔵野市）。東京都道114号武蔵野狛江線の区間。

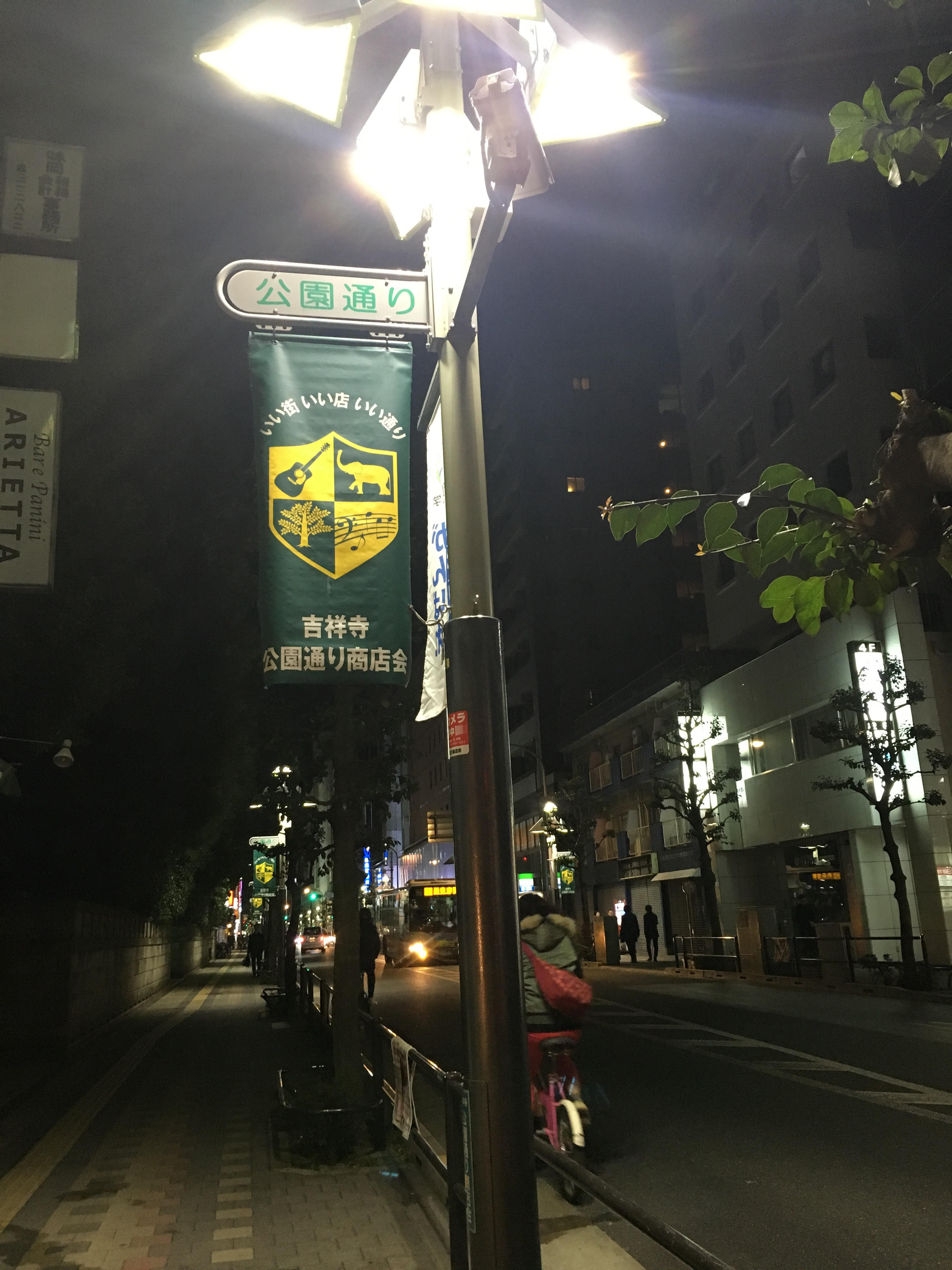
吉祥寺通りにある街灯。「公園通り」の表示が見える。

吉祥寺通り（きちじょうじどおり、Kichijoji dori Ave.）は、東京都練馬区関町南の青梅街道・関町交番前交差点から武蔵野市吉祥寺南町の吉祥寺駅前交差点を経由し、東八道路杏林大学病院付近、世田谷区給田の給田交差点まで至る道路の通称（東京都通称道路名設定公告整理番号91）。正式名称は「三鷹3・4・14号線」。特に吉祥寺駅付近では井の頭恩賜公園（武蔵野市御殿山）を縦断することから公園通り（こうえんどおり）と呼ばれる。吉祥寺駅南口で井ノ頭通りと交差する。

## 概要
東京多摩地域屈指の繁華街である吉祥寺のメインストリートの一つであり、吉祥寺駅南口へ至る主要道路であることから、終日交通量が多く渋滞も発生しがちである。駅南側から吉祥寺駅方面を結ぶ路線バスも多数運行するため、朝夕のラッシュ時には南側の「万助橋」停留所付近から井の頭通り交差点までバス専用レーンが設けられており、路線バスを除く北行き車両は井の頭通り交差点を右折できない。路線バスは小田急バスを中心に、共同運行路線を持つ京王バスの路線が運行する。

## 区間
吉祥寺通りには、以下の都道の区間が含まれる。
- 東京都道116号関町吉祥寺線：関町交番前交差点 - 四軒寺交差点（全線）
- 東京都道113号杉並武蔵野線：四軒寺交差点 - 八幡宮前交差点間
- 東京都道114号武蔵野狛江線：八幡宮前交差点 - 新川交番前交差点間
- 東京都道117号世田谷三鷹線：新川交番前交差点 - 給田交差点間（全線）

## 吉祥寺通り沿いの施設
- 萬助橋 - 吉祥寺通りの玉川上水に架かる橋。バス停留所の表記は「万助橋」。
- 井の頭恩賜公園
  - 井の頭自然文化園
  - 井の頭公園西園「小鳥の森」
  - 諏訪クワガタ昆虫館
  - 三鷹の森ジブリ美術館
- 杏林大学井の頭キャンパス
- 玉川上水「風の散歩道」
- 東急百貨店吉祥寺店

## 沿線の環境整備
- 吉祥寺地域の緑の軸のひとつとして緑の資源となっている。沿線には「吉祥寺通り市民花壇」が設置され、市民ボランティアにより緑化が図られている。
- 2015年度（平成27年度）には、2020年東京オリンピック・パラリンピック開催に向け、武蔵野市が無料公衆無線LAN（フリーWi-Fi）環境を整備し、同年11月から提供開始した[1]。

## 吉祥寺通りを含む都市計画道路
以下の都市計画道路は、いずれも三鷹市内を経由する。

### 東京都施行
都20号
- 三鷹3・4・12
  - 区間：武蔵野市境 - 三鷹3・4・14
  - 延長：3890m、幅員：16m
- 三鷹3・4・12
  - 区間：吉祥寺通り - 三鷹3・2・2
  - 延長：840m、幅員：16m
  - 事業施行期間（街路事業）：2012年（平成24年）6月15日 - 2019年（平成31年）3月31日
- 三鷹3・4・12
  - 区間：吉祥寺通り - 外環道中央ジャンクション
  - 延長：240m、幅員：16m
  - 事業施行期間（街路事業）：2013年（平成25年）9月26日 - 2020年（令和2年）3月31日